# 布朗平彗星
布朗平彗星（289P/Blanpain），之前稱為D/1819 W1，是一顆短週期彗星，於1819年11月28日被尚-雅克·布朗平（Jean-Jacques Blanpain）發現。布朗平描述這顆彗星有一顆"非常小且瀰散的核心"。另一位觀測者尚-路易斯·龐士則遲至當年的12月5日才獨立發現它。之後這顆彗星就丟失了，所以在名稱之前加上了英文字母'D' (消失或死亡之意)。
然而，在2003年新發現的一顆小行星2003 WY25，與這顆彗星有著相似的軌道元素，依據計算可能就是這顆彗星的殘骸。在2005年，大衛·朱維特使用夏威夷大學在毛納基山的2.2米望遠鏡對這顆小行星做進一步的觀測，看見這顆小行星有微弱的彗髮，支持2003 WY25是迷蹤彗星，或者曾是它的一部分的看法。
2013年7月，這顆彗星再度爆發，由泛星計劃重新發現，正式編號為 289/P。

## 鳳凰座流星雨的來源
D/1819 W1已被建議是鳳凰座流星雨的來源，這個流星雨在1956年首度被觀測到。對2003 WY25的軌道分析支持這一個猜想，並認為這顆彗星可能在1819年回歸的時候就分裂了。

## 外部連結
- Gary W. Kronk's Cometography
- D/1819 W1 (Blanpain)
- METEOR SHOWERS FROM THE DEBRIS OF BROKEN COMETS: D/1819 W1 (BLANPAIN), 2003 WY25, AND THE PHOENICIDS
- Orbit （页面存档备份，存于）
- Comet D/1819 W1 (Blanpain): Not Dead Yet （页面存档备份，存于）
- IAUC 8485: D/1819 W1 （页面存档备份，存于）
- MPEC 2003-W41 : 2003 WY25 （页面存档备份，存于）